# Narcisov vodnjak, Ljubljana
Narcisov vodnjak je poznobaročna kamnita fontana, ki stoji v atriju ljubljanskega Magistrata, tik ob zidu na vzhodni strani dvorišča. Izdelal ga je italijanski kipar Francesco Robba. Najverjetneje je nastal v Robbovem zrelem obdobju v letih 1740/50. Zaradi poškodb na kipu obseg avtorjevega lastnoročnega dela ni povsem jasno določljiv, vendar pa gre za njegovo edino ohranjeno profano naročilo z mitološko vsebino.
Narcisov vodnjak se je sprva nahajal na gradu Bokalce, kjer je stal na dnu triramnega zrcalnega stopnišča v vhodni veži. Čeprav arhivski viri o fontani niso ohranjeni, je mogoče sklepati, da je bil Narcisov vodnjak izveden kot profano naročilo za dvorec. Glede na predlagano datacijo bi vodnjak lahko nastal na željo tedanjega lastnika
dvorca Leopolda Karla grofa Lamberga.
Na svoje trenutno mesto v Magistratu je bil vodnjak iz poškodovanega dvorca premeščen leta 1939. Iz fotografij je razvidno, da je bila fontana na novi lokaciji sprva povsem obdana z zelenjem, vendar se ta ureditev ni obdržala do danes.
Narcisov vodnjak je bil prvič omenjen v zapisih Viljema Urbasa, ki je leta 1849 še kot študent obiskal grad Bokalce (nem. Schloss Stroblhof). Kip je bodočega etnologa tako prevzel, da je o njem napisal pesem An die Statue zu Stroblhof in jo še istega leta objavil v Ilirskem listu.

## Opis
Vodnjak je sestavljen iz zaobljeno prirezane štirikotne sklede, nad katero se dvigata skalna gmota iz rdečkastega apnenca in na njej sedeči marmornati kip Narcisa. Odet je v draperijo, z levo roko se opira na skalo in z desno na koleno ter
sklonjen zre v vodno zrcalo pod seboj. Med skalami poganja drevo. Iz majhne votline, ki jo tvorijo skale, je včasih curljala voda in polnila skledo. Vodnjak je večji del leta napolnjen z vodo.
Vsebina dela temelji na antičnem mitu Narcisa in Eho iz Ovidovih Metamorfoz. Lepega Narcisa, sina rečnega boga in nimfe, boginja Afrodita kaznuje tako, da se mladenič ob pitju zaljubi v lastno podobo, odsevano na vodni gladini. Od hrepenenja shira in se nazadnje spremeni v rožo narciso. Na Robbovi fontani je upodobljen med zrenjem v vodo.